# Pogonosoma cedrusa
Pogonosoma cedrusa är en tvåvingeart som beskrevs av Ricardo 1927. Pogonosoma cedrusa ingår i släktet Pogonosoma och familjen rovflugor. Inga underarter finns listade i Catalogue of Life.